# Theridion corcyraeum
Theridion corcyraeum är en spindelart som beskrevs av Brignoli 1984. Theridion corcyraeum ingår i släktet Theridion och familjen klotspindlar. Inga underarter finns listade i Catalogue of Life.